# Lo Portal (Prat de Comte)
Lo Portal és el portal d'accés primitiu al nucli de Prat de Comte (Terra Alta), declarat Bé Cultural d'Interès Nacional.

## Descripció
Per una banda té un arc de mig punt dovellat amb carreus i maó a la part baixa, que indica el nivell del sòl d'abans. Per l'altra banda té un arc rebaixat.
El sostre és un entramat de fusta i maó, més baix que l'original. El seu interior deixa endevinar arcs d'entrada a cases veïnes, avui encegats.
L'actual arc data del segle xvii, com es pot llegir en un dels carreus.